# Bagarmossen (metrostation)
Bagarmossen is een station van de Stockholmse metro op 6,6 spoorkilometer ten zuiden van het centrale station Slussen. 

## Bovengronds
De wijk Bagarmossen is een Tunnelbaneförstad (Zweeds voor metrovoorstad) die geheel rond het metrostation is ontworpen. De bouw van de wijk begon rond 1952 en het plan was toen om de metro later door te trekken naar Bollmora. Het bovengrondse station werd gebouwd langs de zuidrand van de Lagavägen met een toegangsgebouw bij het centrale plein van de buurt. Na de openingsceremonie vertrok de openingstrein op 18 november 1958 om 13:28 uur, met 320 genodigden, voor een rit langs alle eindpunten van de groene route. De volgende dag begon de reizigersdienst. Destijds was er sprake van een kopstation met drie sporen waarvan twee langs het middenperron. Het was tot 8 juli 1994 het zuidelijke eindpunt van lijn T17 en het traject verder naar het zuiden was vrijgehouden voor een verlenging. Aan de westkant kruiste de Rusthållarvägen de metro met een viaduct.

## Ondergronds
Begin jaren 90 van de twintigste eeuw begon een grote verbouwing. In plaats van een verlenging naar Bollmora werd besloten tot een verlenging naar Skarpnäck recht ten zuiden van Bagarmossen. Hiertoe werd vanaf het viaduct van de Rusthållarvägen een tunnel naar Skarpnäck gebouwd. Bagarmossen kreeg toen een ondergronds station in die tunnel met een ingang op ongeveer 60 meter ten zuiden van het bovengrondse station. Het bovengrondse station werd op 8 juli 1994 gesloten waarna de sporen uit het noorden op de tunnel werden aangesloten. Het ondergrondse station werd op 15 augustus 1994 geopend. Daarna werd het terrein van het bovengrondse station bebouwd met nieuwe etage woningen. Het enige zichtbare overblijfsel van het bovengrondse station is het viaduct aan de westkant boven de tunnelingang.

## Galerij

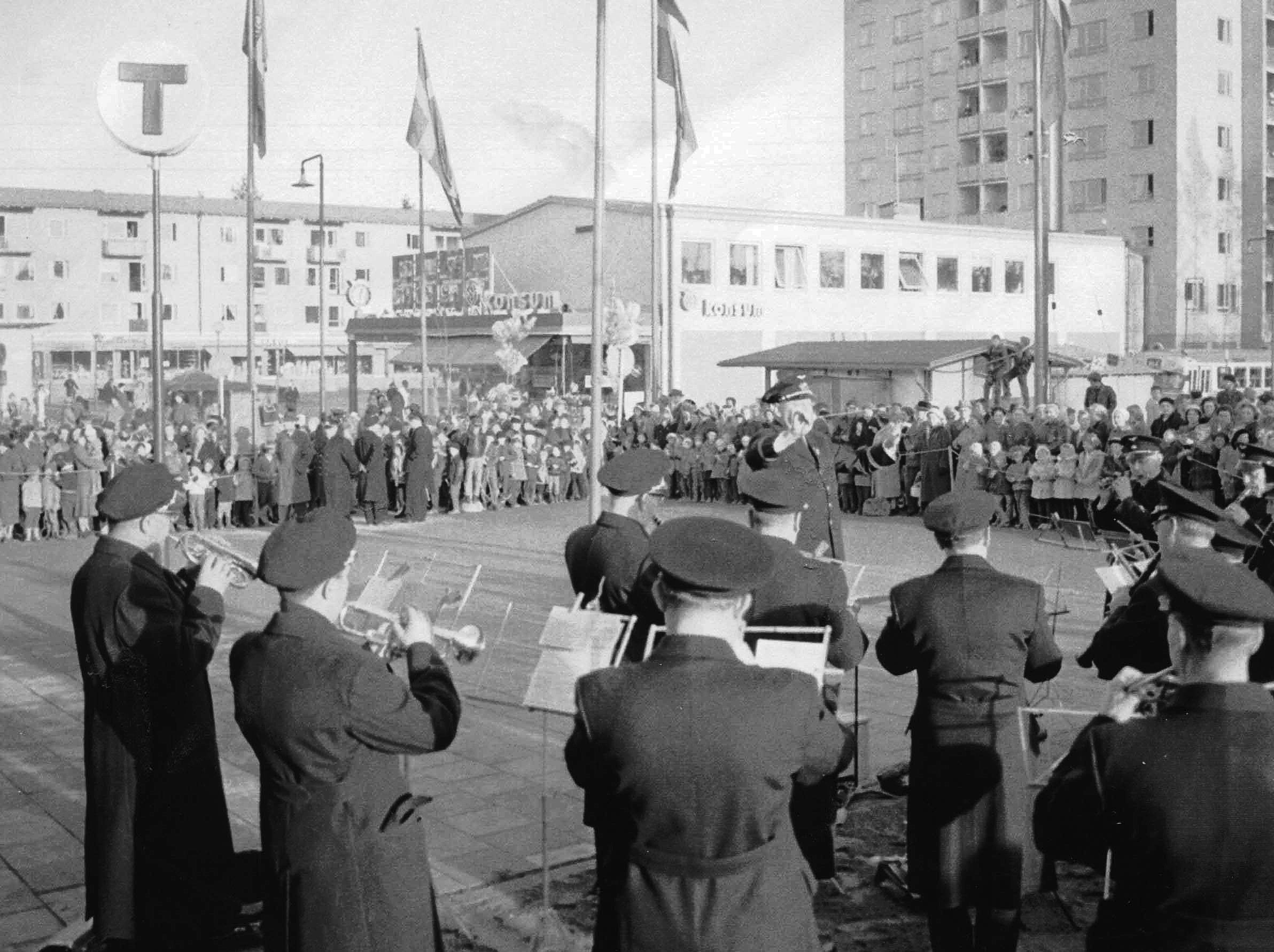
De openingsceremonie op 18 november 1958
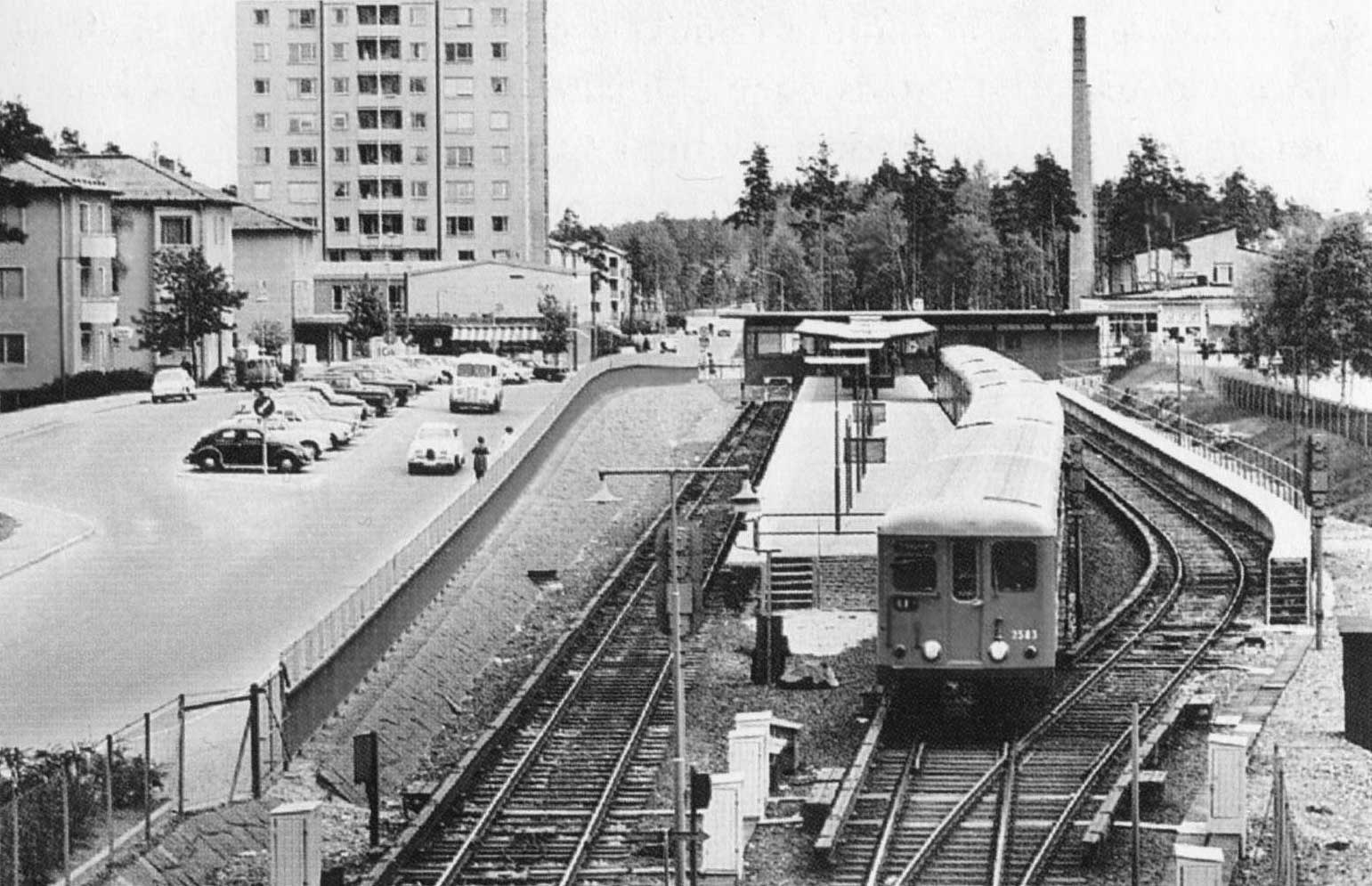
Het bovengrondse station rond 1960, gezien vanaf de Rusthållarvägen
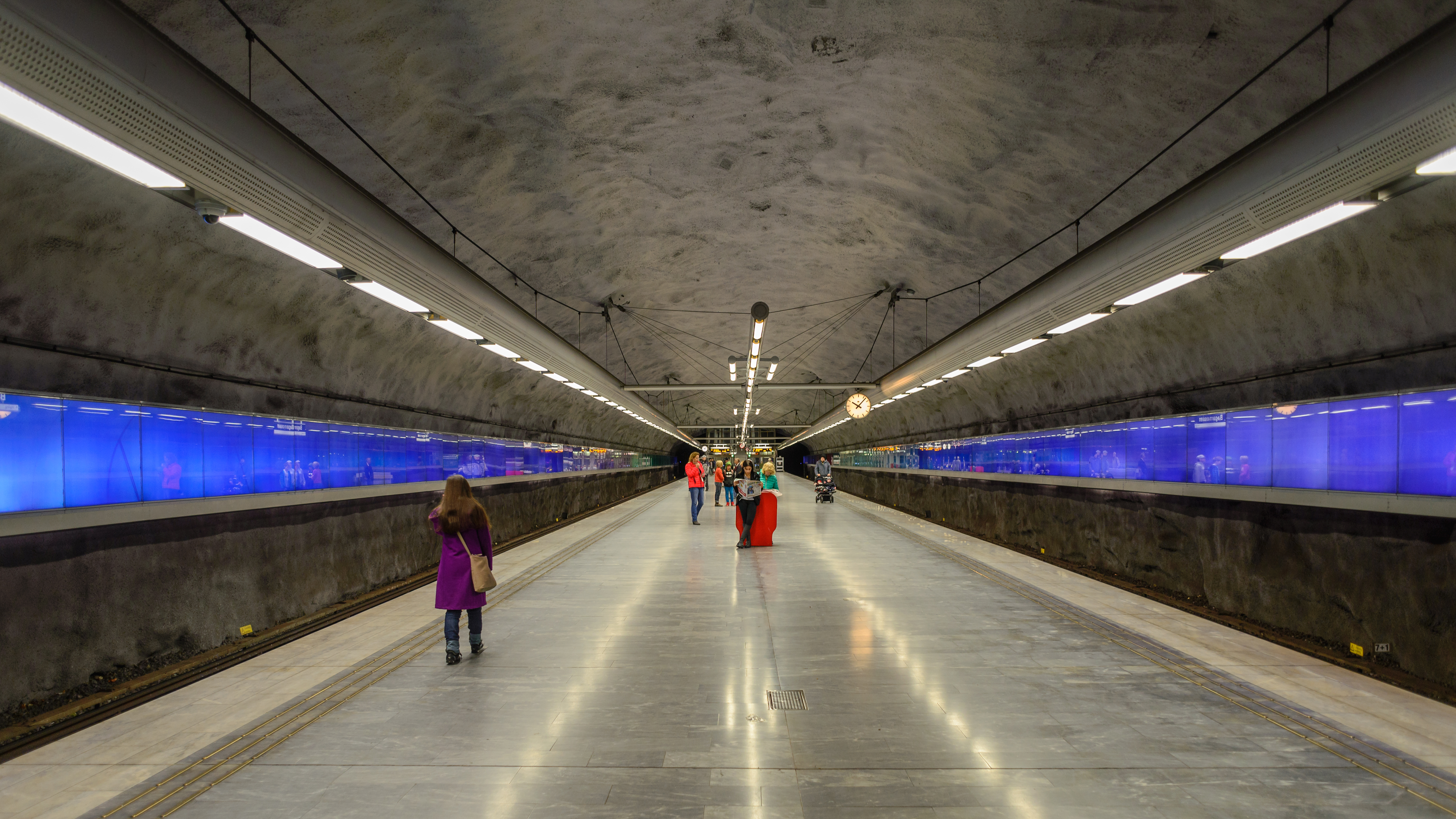
Het ondergrondse station uit 1994 in 2014

Åkeshov· 
Brommaplan·
Abrahamsberg· 
Stora Mossen· 
Alvik · 
Kristineberg · 
Thorildsplan  · 
Fridhemsplan · 
S:t Eriksplan · 
Odenplan  · 
Rådmansgatan  · 
Hötorget · 
T-Centralen ·  
Gamla Stan · 
Slussen · 
Medborgarplatsen ·  
Skanstull · 
Gullmarsplan ·  
Skärmarbrink·  
Hammarbyhöjden·  
Björkhagen·  
Kärrtorp ·  
Bagarmossen·  
Skarpnäck